# Bård Inge Pettersen
Bård Inge Pettersen (* 24. Januar 1973 in Molde) ist ein ehemaliger norwegischer Beachvolleyballspieler.

## Karriere
Pettersen spielte seine ersten internationalen Turniere 1999 an der Seite von Lars Jacob Boe. Bei der Weltmeisterschaft in Marseille kamen die Norweger nicht über den geteilten letzten Platz hinaus. Nachdem Pettersen im Jahr 2000 mit Ronny Berntsen keine vorderen Platzierungen erzielen konnte, gab es auch im folgenden Jahr, als er mit Jon Grydeland und Jan Kvalheim antrat, keine herausragenden Ergebnisse.
Nach drei Jahren Pause kehrte Pettersen 2004 in einem Duo mit Jarle Huseby zurück. Ab 2005 spielte er mit Iver Andreas Horrem. Bei der WM 2005 in Berlin unterlagen Pettersen/Horrem im dritten Spiel den Kubanern Álvarez/Bernal, bevor sie in der Verliererrunde an Rogers/Dalhausser aus den USA scheiterten. Bei der Europameisterschaft 2006 verloren sie ihre Auftaktpartie gegen die Österreicher Berger/Gartmayer und mussten sich danach in drei Sätzen den Spaniern Herrera/Mesa geschlagen geben. Nach den Acapulco Open beendete Pettersen seine internationale Karriere.